# وایوو
وایوو (انگلیسی: Vivo) شرکت مخابرات برزیلی است، که در سال ۱۹۹۳ تأسیس شد و هم‌اکنون به‌عنوان زیرمجمعه‌ای از شرکت تلفونیکا برزیل و شرکت تابعه‌ای از تلفونیکا فعالیت می‌کند.